# 나빙
나빙(羅聘)은 청나라 시대에 활동했던 화가이다. 청나라 중기에 등장한 양주팔괴의 한 사람이다. 자는 돈부(遯夫), 호는 양봉(兩峰), 화지사승(花之寺僧)이다.
금농의 제자로, 스승의 사후 그의 유고를 출판하였다. 부인인 방원의, 아들 나운소, 나윤찬, 딸 나방숙 모두 화가로 활동하였다.